# Прогрес (Новосибірська область)
Прогрес (рос. Прогресс) — селище у Новосибірському районі Новосибірської області Російської Федерації.
Входить до складу муніципального утворення Боровська сільрада. Населення становить 196 осіб (2010).

## Історія
Згідно із законом від 2 червня 2004 року органом місцевого самоврядування є Боровська сільрада.

## Населення
| 2002 | 2007 | 2010 |
| ---- | ---- | ---- |
| 220  | ↗223 | ↘196 |